# Hermann von Büren
Hermann von Büren (* im 14. Jahrhundert; † im 15. Jahrhundert) war Domherr in Münster.

## Leben
Hermann von Büren entstammte als  Sohn des Berthold VIII. von Büren († 1338) und dessen Gemahlin Gerburg von Davensberg dem westfälischen Adelsgeschlecht Büren, das zeitweise eines der mächtigsten im Bistum Paderborn war. Mit der Heirat fiel die Burg Davensberg zur Hälfte an die Familie von Büren.
Am 11. November 1394 findet Hermann erstmals als Domherr zu Münster urkundliche Erwähnung. Da er unmittelbar nach dem Domdechanten genannt wird, muss er schon längere Zeit im Domkapitel tätig gewesen sein. Die Quellenlage gibt über sein weiteres Wirken keinen Aufschluss.